# Mahmoud al-Subaihi
Mahmoud al-Subaihi (em árabe: محمود الصبيحي) é um oficial militar iemenita. Ele serviu no gabinete do presidente Abdrabbuh Mansur Hadi como ministro da Defesa. No Exército do Iêmen, ocupa o posto de major-general. Foi nomeado chefe do Ministério da Defesa pelo primeiro-ministro Khaled Bahah em novembro de 2014.

## Biografia
al-Subaihi nasceu em 1948 em Huwaireb, distrito de Al Madaribah Wa Al Arah, província de Lahij. Possui um bacharelado em ciências militares pela academia militar de Áden em 1976, depois fez mestrado na União Soviética de 1978 a 1982. Mais tarde, lutou junto com Ali Salem al Beidh durante a Guerra Civil Iemenita de 1994.
al-Subaihi foi colocado em prisão domiciliar pelos Houthis em janeiro de 2015, durante o golpe de Estado em Sana'a. Ele renunciou em 22 de janeiro, mas após a "declaração constitucional" dos Houthis em 6 de fevereiro, na qual dissolveram o parlamento e assumiram oficialmente o controle do governo, foi nomeado chefe do Comitê Supremo de Segurança do governo houthi. Compareceu ao anúncio da declaração constitucional em Sana'a. Em 7 de março, porém, fugiu de Sana'a e viajou para a província de Lahij, juntando-se ao presidente Hadi em Áden. Jalal al-Rowaishan foi nomeado para sucedê-lo como presidente do Comitê Supremo de Segurança.
As forças comandadas por al-Subaihi participaram na Batalha do Aeroporto de Áden em 19 de março de 2015, repelindo unidades especiais leais ao ex-presidente Ali Abdullah Saleh do Aeroporto Internacional de Áden e capturando uma base militar adjacente. Também lutaram contra um avanço militar dos houthis através da província de Lahij, onde al-Subaihi teria sido capturado em 25 de março de 2015 em Al Houtah. A Reuters citou fontes houthis e tribais que relataram que ele foi libertado em 22 de abril, durante o início da Operação Restaurando a Esperança.
Em Outubro de 2018, Omã informou que convenceu os houthis a permitir que al-Subaihi contatasse a sua família pela primeira vez em três anos.
Em 14 de abril de 2023, al-Subaihi foi libertado pelos houthis como parte de uma troca de prisioneiros com o governo iemenita.